# 列宁区 (明斯克)

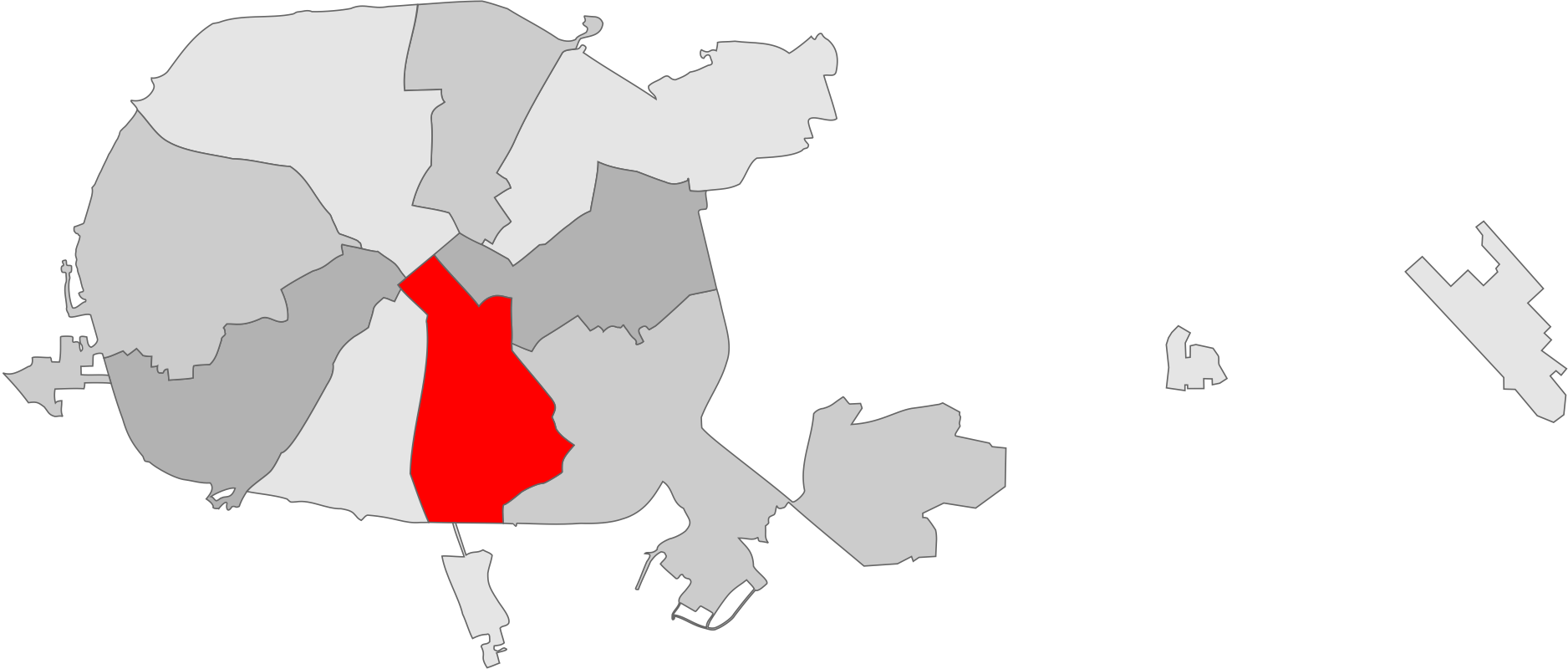
列宁区所在位置

列宁区（羅馬化：Leninski Rayon）是一個位於白俄罗斯首都明斯克市的一个区，位于该市中南部，总面积26平方公里，总人口215,151（2009年），人口密度8,275人/平方公里。该区得名于俄国共产主义者弗拉基米尔·列宁。